# 974
| Calendário gregoriano                                                        | 974 CMLXXIV                                          |
| Ab urbe condita                                                              | 1727                                                 |
| Calendário arménio                                                           | 423 – 424                                            |
| Calendário bahá'í                                                            | -870 – -869                                          |
| Calendário budista                                                           | 1518                                                 |
| Calendário chinês                                                            | 3670 – 3671 Início a 27 de janeiro (aproximadamente) |
| Calendário copta                                                             | 690 – 691                                            |
| Calendário etíope                                                            | 966 – 967                                            |
| Calendários hindus - Vikram Samvat - Calendário nacional indiano - Cáli Iuga | 1029 – 1030 895 – 896 4074 – 4075                    |
| Calendário Holoceno                                                          | 10974                                                |
| Calendário islâmico                                                          | 363 – 364                                            |
| Calendário judaico                                                           | 4734 – 4735                                          |
| Calendário persa                                                             | 352 – 353                                            |
| Calendário rúnico                                                            | 1224                                                 |
| Calendário solar tailandês                                                   | 1517                                                 |

974  (CMLXXIV, na numeração romana) foi um ano comum do século X do Calendário Juliano, da Era de Cristo, teve início a uma quinta-feira e terminou também a uma quinta-feira e a sua letra dominical foi D (53 semanas).
No território que viria a ser o reino de Portugal estava em vigor a Era de César que já contava 1012 anos.
| Ano completo                        |
| ----------------------------------- |
| Ano comum com início à quinta-feira |